# Michael Amann

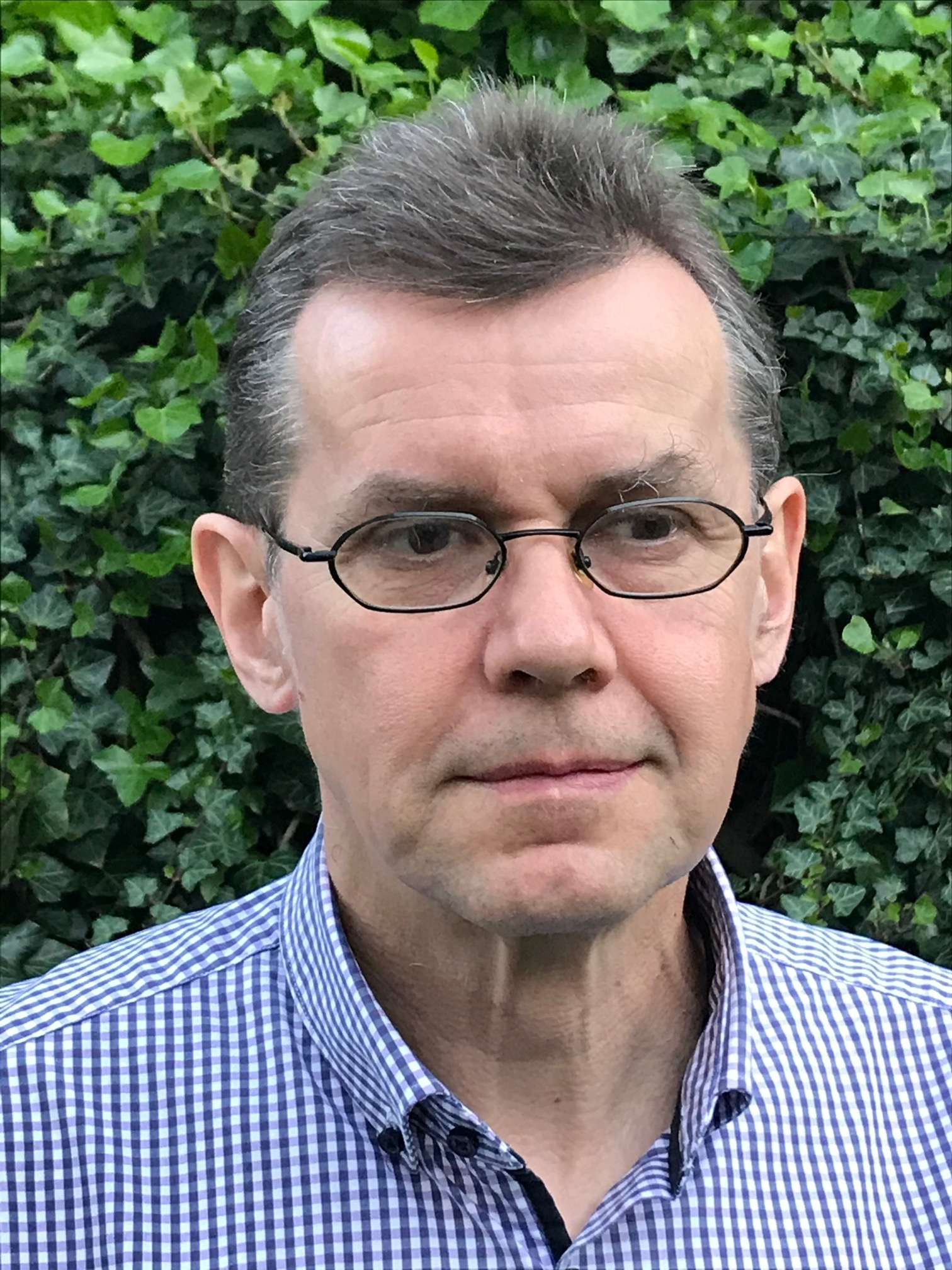
Michael Amann

Michael Amann (* 25. Februar 1964 in Dornbirn) ist ein österreichischer Komponist.

## Leben
Michael Amann wuchs als jüngstes von fünf Kindern des Mittelschullehrers Meinrad Amann, einem Bruder des Komponisten Gerold Amann, in Rankweil auf. Nach ersten musikalischen Eindrücken im Elternhaus und im Kinderchor lernte er 1977 bis 1984 am Vorarlberger Landeskonservatorium in Feldkirch Posaune bei Josef Amann sowie Tonsatz- und Komposition bei Robert Nessler. In den Jahren 1979 bis 1984 besuchte er das Musikgymnasium Feldkirch. In diese Zeit fielen Aufführungen seiner Stücke bei Konzerten des Musikgymnasiums, im Rahmen des Forums Zeitgenössische Musik Feldkirch und bei Veranstaltungen des Österreichischen Komponistenbundes. Seit 1984 in Wien ansässig, absolvierte er 1986 bis 1991 an der damaligen Hochschule für Musik und darstellende Kunst ein Lehramtsstudium in Musikerziehung mit dem Schwerpunkt Tonsatz/Komposition bei Heinz Kratochwil und Herbert Tachezi (Diplomarbeit Zeitabläufe in der Neuen Musik – Die Organisation von Zeit in einigen Stilen der Musik nach 1945, 1990); außerdem studierte er Anglistik/Amerikanistik an der Universität Wien. An der Musikhochschule folgte 1990 bis 1995 ein Diplomstudium in Tonsatz bei Iván Eröd und Komposition bei Erich Urbanner. Nach der Ableistung des Zivildienstes in Vorarlberg begann er 1991 eine Lehrtätigkeit als Musikerzieher an Wiener Gymnasien.
Amanns Kompositionen fanden seit den frühen 1990er-Jahren über Vorarlberg hinaus Verbreitung, zunächst vor allem in Aufführungen durch den Verein zur Präsentation neuer österreichischer Musik »Music on Line«, später auch im Rahmen diverser Festivals (Wien Modern, Klangbogen Wien, Hörgänge, Bludenzer Tage zeitgemäßer Musik, Bregenzer Festspiele u. a.). Im Jahr 1998 präsentierte der Österreichische Rundfunk seine Fantasie für Ensemble beim jährlichen International Rostrum of Composers in Paris. Als Composer-in-residence fungierte Amann 1999 beim Komponistenforum Mittersill sowie 2004 bis 2005 an der Musik und Kunst Privatuniversität Wien.

## Auszeichnungen (Auswahl)
- 1993: Förderungspreis für Musik der Stadt Wien[1]
- 1995: Österreichisches Staatsstipendium für Komposition
- 1997: Preis des Theodor Körner Fonds
- 2006: Kompositionsstipendium des Landes Vorarlberg[2]

## Werke (Auswahl)

### Ensemblemusik
- As I went out one may morning – Fantasie über ein englisches Volkslied für Posaune und Orgel (1986)[3]
- Signale – Für Bläserquintett (1989)[3]
- Penelope – Für 2 Violinen, Viola, Violoncello und Klavier (1992)[3]
- Warped music – Für Violine, Klarinette in B, Violoncello und Klavier (1994)[3]
- Sphärenklänge – Für Streichquartett (1996)[3]
- Warped music – Fassung der Quartettversion von 1994 für Septett (2000)[3]
- Duo (Version von Three Cows, Two Clarinets für Flöte, Oboe und Band) – Für Flöte, Oboe, Kuhglocken (auf Band) (2000)[3]
- Inseln – Für Violoncello und Klavier (2000)[3]
- Verfinsterung/Erstarrung – Für kleines Ensemble (2001)[3]
- Maze – Für Violine und Klavier (2003)[3]
- Light thickens – Version für Klarinette in B, Sopransaxofon (später Altsaxofon), Violine, Viola und Violoncello (2004)[3]
- Entflieht auf leichten Kähnen – Für Piccoloflöte und Es-Klarinette (2005)[3]
- Arachne – Für Violine, Violoncello und Klavier (2007)[3]
- Lycaon – Für zwei Klarinetten in B (2008)[3]
- Aestus erat – Für Vokalquartett und Blockflötenquartett (2008)[3]
- In diesem Dorfe – Nach einem Gedicht von Rainer Maria Rilke. Für Sopran und Violine (2013)[3]
- Luftgeister – Für 2 Flöten und Harfe (2013)[3]
- Morgenstern-Liederheft – Für Rezitation, Bass und Klavier (2014)[3]
- Wolkenkuckucksheim – Für Flöte und Klavier (2014)[3]
- Die Brücke ist gebrochen – Musik zu Texten aus der Schreibwerkstatt im VinziRast-CortiHaus (2015)[3]
- Swing bridge – Für Violine und Viola (2016)[3]
- Botschaften eines Reisenden – Für Streichtrio und Rezitation (2017)[3]
- Schafe im Schnee – 50 Takte zu den Geburtstagen von Norbert Sterk und Thomas Heinisch. Für gemischtes Quartett (2019)[3]

### Orchestermusik
- Musik für Orchester (1993/1994)[3]
- Oxen of the Sun – Für Kammerorchester (1996)[3]
- Fantasie – Für großes Ensemble (1997)[3]
- Klavierkonzert – Für Soloklavier und Orchester (2002)[3]
- Maze 3 (al fresco) – Für großes Ensemble in drei Gruppen (2005)[3]
- estinguendo – Für Bratsche solo und Streichorchester (2005)[3]
- Many Happy Returns! – Für großes Orchester (2009)[3]
- Broken lines – Für Orchester (2010)[3]
- Umarmungen der Zweige – Für Posaune solo und Ensemble (2010)[3]
- Konzert für Violine und Ensemble (2019)[3]

### Solomusik
- Nocturne – für Flöte solo (1982)[3]
- Nachklang – Für Klavier (1989)[3]
- ... Echos ... Schatten ... – Für präpariertes Klavier (1995)[3]
- ... fast ein Walzer ... – Zum Geburtstag von Gerold Amann für Violine solo (1997)[3]
- Indian Summer – Für Klavier solo (1999)[3]
- Die Wolfshaut – Für Klavier (mit metal chimes) (2003)[3]
- Light thickens – Für Bratsche solo (2004)[3]
- A Tribute to William Shakespeare – Für Sopran solo (2009)[3]
- Scherzo (-sur le nom de Haydn-) – Für Klavier (2009)[3]
- con anima, senza rigore – Für Kontrabass solo (2011)[3]
- Kassiber – Für Klarinette in B solo (2011)[3]

### Vokalmusik
- Kirke – Für Stimme, Violine, Klavier und Perkussion (1995)[3]
- Lieder nach R. Brambach – Für mittlere Stimme und Klavier (1997)[3]
- Versuch über Hanns Eisler – Für Stimme und Ensemble (1998)[3]
- Schatten Rosen Schatten – Für Sopran und Klavier, Text: Ingeborg Bachmann (2000)[3]
- Drei Studien über „Se la face ay pale“ – Für Vokalquintett (2006)[3]
- Spar weder Hebel, Joch noch Seil – Für Chor (gemischt, mind. 16 Stimmen) (2016)[3]
- Beschwerdebrief ans Christkind – Für Kinderchor (einstimmig) mit Klavierbegleitung (2008)[3]
- Madrigalbuch – Für Vokalensemble (2011/212)[3]
- Hört her – Für Kinderchor (zweistimmig) und Klavierbegleitung (2012)[3]

### Bühnenwerke
- Die Geschichte vom Löwen Alois – Musik für ein Puppentheater für kleines Ensemble, Text: Gustav Meyrink (1987)[3]
- Wir reisen um die Welt – Musical. Für Kinderchor mit Playback-Begleitung (2010)[3]
- Das Urteil des Paris – Kammermusical für Kinderchor, Vokalsolistinnen, Klavier und Gitarre (2013)[3]
- Die Brücke am Tay – Mini-Musical nach der gleichnamigen Ballade von Theodor Fontane. Für Kinderchor, Vokalsolistinnen, Klavier und Gitarre (2015)[3]
- Zwerg Nase – Mini-Musical nach dem gleichnamigen Märchen von Wilhelm Hauff (2016)[3]